# كهف السودان
كهف السودان أو تكية المغاوري أو ضريح عبد الله المغاوري أو زاوية المغاوري أو خانقاه وتكية المغاوري أو تكية البكتاشية أو قبة المغاوري هو كهف بني في عهد الخليفة الفاطمي الظاهر لإعزاز دين الله في عام 421 هـ الموافق 1030 م، ويقع على سفح هضبة المقطم بالقرب من قلعة محمد علي في حي الخليفة بمدينة القاهرة. سمي الكهف بهذا الاسم نسبة إلى السودانين الذين قاموا بحفر، ونحت الكهف في الجبل.

## التاريخ
اتخذت طائفة المولوية أو الجلاليون (نسبة إلى جلال الدين الرومي) من هذا الكهف زاوية لهم في القرن 15. وكان من أبرز شيوخ هذه التكية هو الشريف نعمة الله الحسيني شيخ زاوية كرمان الجلالية، وضعت لوحة تحمل اسمه بعد وفاته أعلى مدخل الكهف، وظلت موجودة حتى الآن، ويعود تاريخها إلى سنة 905 هـ. قام بتجديد كهف السودان بعد وفاة الحسيني مريده نور الدين أحمد الإيجي سنة 905 هـ – 1499 م.
ثم انتقلت التكية بعد ذلك إلى طائفة دراويش البكتاشية، وهي من الدولة العثمانية وخاصة دراويش الأتراك، وتنسب إلى «حاجي بكتاش» الذي قام بطرد البدو منها بعد السيطرة عليها عقب وفاة الحسيني، ثم قاموا بتنظيفها وأعادوا لضريح المغاوري رونقه.
قام الأميران كمال الدين حسين نجل السلطان حسين والأمير لطفي، وهما أحد شيوخ التكية، بتجديد ضريح المغاوري كما هو موضح من النص بضريح عبد الله المغاوري.
كان عبد الله بن الحسن بن قرقوب آخر مَن أقام بهذا الكهف قديمًا في سنة 428هـ – 1056 م في عهد المستنصر بالله الفاطمي.
وممن أقام بهذا الكهف البابا قابغوسز الأرناؤوطي المشهور باسم عبد الله المغاوري، ودفن في القبر المعروف باسمه في كهف السودان، وتتابع دفن باباوات البكتاشية في كهف السودان.

## الوصف
وصف التكية أحمد سري بابا، أحد شيوخ البكتاشية في مصر، تكية السلطان المغاوري قائلا:«التكية العلية البكتاشية واقعة في مصر المحروسة في سفح جبل المقطم وراء قلعة صلاح الدين، وهي عبارة عن مجموعة من حدائق غناء وعدة مغارات يصعد إليها راغب الزيارة نحو ثلاثين درجة، فيجد الباب العمومي وعليه حجرة بديعة تطل على أطلال القاهرة والقلعة وقبور الخلفاء والنيل وأهرامات الجيزة وسقارة... وثبت وراء الباب العام من الداخل لوحة من الرخام تحتوي بيتين من الشعر بالتزكية ترجمتها:
يفتح هذا الباب العظيم مواجها للعرش الأعلى، حيث تفتح في وجه المؤمنين جنان النعيم، كلما يفتح هذا الباب يفتح باب السماء، ويقرأ الملائكة بسم الله الرحمن الرحيم» ووصفها الفنان التشكيلى عصمت داوستاشى في كتاب سيرته الذاتية قائلا:«كانت زيارتي للمغارة بطرقها الملتوية والسجاد الإيراني الذي يغطى أرضياتها والغزال الهائم في حديقته أشبه برحلة إلى عالم ألف ليلة وليلة وكنت دائما أشعر بهيبة أحمد سري بابا دادا شيخ الطريقة الذي كان يريدنى أن أنضم درويشا للتكية إلا أننى لم أفعل وكنت أقضي كل عام عدة أيام إبان احتفالات عاشوراء حيث تذبح الذبائح وتصنع البليلة بالقرفة وظلت التكية عالم له أثر في نفسي رغم أنها انتهت تماما بعد وفاة البابا ورحيل آخر دراويش التكية»
تحمل قبة ضريح المغاورى بالتكية لوحتين من الرخام كتب عليهما بالفارسية، على إحداهما النص التأسيس لتجديد الضريح على يد الأمير كمال الدين حسين نجل السلطان حسين كامل. وعلى اللوحة الثانية «إن السلطان المغاورى المدفون في هذا الكهف وهذا القبر الطاهر يعد مركزا للأرواح الطاهرة ..جدد عمرانه الحاج محمد لطفى بابا عندما كان شيخا لهذه التكية فأصبح مطافا للزائرين فزره بقلب مخلص وتزود بالفيض فهو المكان الذي يتجلى فيه أخيار الدراويش إن غار أهل الله هذا مأوى لأهل الطريقة فادخله بشوق واحترام لأنه مكان السالكين»
يوجد بالتكية ضريح بها تابوتين للأميرتين روحية ونافية ابنتا أحمد زوغو ملك ألبانيا سابقًا، وكان يوجد أيضا بالتكية ضريح الأمير كمال الدين حسين وعائلته إلا أنه نقل إلى مقابر العائلة العلوية بحي البساتين.
فرض أرباب الطريقة على المريد أن يغتسل قبل زيارة المكان وأن يصحب معه هدية، فإذا وصل الباب سمى، ولا يجوز له أن يطأ العتبة برجله لأنها مقدسة ثم يلتحق بالخدمة التي تطلب منه.

## تسجيل الآثر
سجلت قبة المغاوري أو كهف السودان في وزارة الآثار برقم 567.

## إغلاق التكية
إغلقت التكية في عهد الرئيس جمال عبد الناصر بعد ثورة 23 يوليو.